# International Socialist Tendency
International Socialist Tendency (IST) är en internationell sammanslutning av trotskistiska socialistiska organisationer. Organisationen grundades i samband med att Tony Cliff och hans anhängare kastades ut från The Club och Fjärde internationalen i början av 1950-talet. Sammanslutningen har sin bas i Storbritannien, där den har varit kopplad till organisationer som Socialist Workers' Party och International Socialists (1962-1977). IST har även förgreningar i Irland genom Socialist Workers' Network (2018-).